# Amphisbaena alba
Amphisbène blanc
«  Amphisbène blanc » redirige ici. Pour les autres significations, voir Amphisbène.
Espèce
Synonymes
- Amphisbaena beniensis Cope, 1885

Statut de conservation UICN

 LC  : Préoccupation mineure
L'Amphisbène blanc (Amphisbaena alba) est une espèce de reptiles apodes du sous-ordre des amphisbènes (famille des Amphisbaenidae).

## Répartition
Amphisbaena alba se rencontre au Panama, en Colombie, au Venezuela, à la Trinité, au Guyana, au Suriname, en Guyane, au Brésil, au Paraguay, en Bolivie, au Pérou et en Équateur. De tous les amphisbéniens, il s'agit de l'espèce qui a la plus grande aire de répartition géographique.

## Description

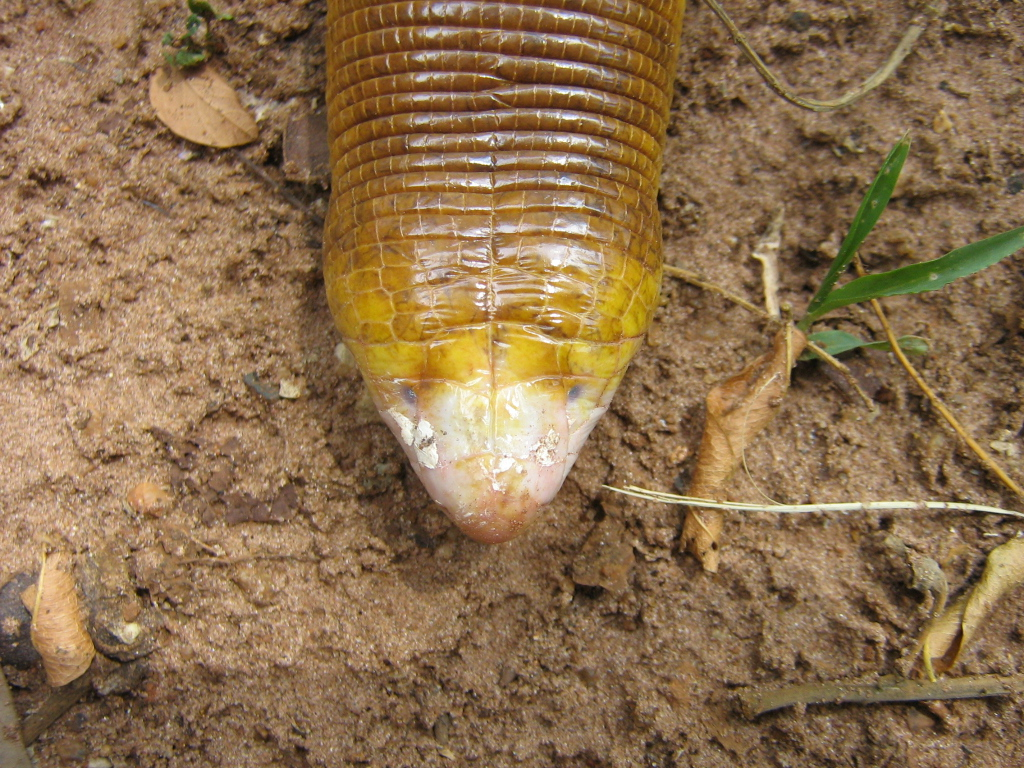
Tête dAmphisbaena alba

Cette espèce peut mesurer jusqu'à 75 cm.

## Reproduction
La reproduction de cette espèce a lieu durant la saison sèche. Certaines études suggèrent que cette espèce exploite l'espace vital de la fourmi coupeuse de feuilles et pourrait même utiliser les nids de ces fourmis pour déposer ses œufs (entre huit et seize par couvée); Les spermatozoïdes matures sont filiformes et se caractérisent par des traits tels qu'une dépression dans la section transversale de l'acrosome, une pièce médiane modérément longue, des mitochondries colonnaires, un noyau allongé et une gaine fibreuse dans la pièce médiane.
Les glandes épidermiques sont situées dans la région cloacale d'Amphisbaena alb et sont très probablement utilisées pour la reproduction et le marquage du territoire. Les ouvertures des glandes sont bouchées par une sécrétion solide et holocrine qui est éliminée lorsqu'elle se déplace dans les tunnels et laisse une trace de sécrétion.

## Tactiques défensives
Amphisbaena alba adopte une posture défensive en pliant son corps en forme de fer à cheval et soulève à la fois la tête et la queue, constituée de faisceaux de collagène résistants qui lui permettent d'absorber la pression mécanique d'une morsure.

### Publication originale
- Linnaeus, 1758 : Systema naturae per regna tria naturae, secundum classes, ordines, genera, species, cum characteribus, differentiis, synonymis, locis, ed. 10 (texte intégral).